# La Cage aux folles
La jaula de las locas o Vicios pequeños (La Cage aux folles según su título original en francés) es una película cómica de enredo franco-italiana estrenada el 28 de octubre de 1978 y dirigida por Édouard Molinaro, adaptación de la obra teatral homónima de Jean Poiret de 1973 que estuvo en escena en el Palais Royal de París durante quince años consecutivos. Uno de los protagonistas de la obra en el teatro, Michel Serrault, coprotagoniza la película en el mismo papel junto a Ugo Tognazzi.
Su carácter de coproducción es la causa de la diversidad de títulos con la que se conoce la película. En Francia se estrenó con el mismo título que la obra de teatro original La Cage aux folles (la jaula de las locas), mientras que en Italia se estrenó con el título de Il vizietto (el pequeño vicio), alusivo al desliz heterosexual de uno de sus protagonistas homosexuales. En España se estrenó con una aproximación al título italiano, Vicios pequeños, aunque es más conocida por la traducción del título francés La jaula de las locas, título con el que se estrenó en varios países de Hispanoamérica, y que a su vez fue el título oficial con el que se estrenó su segunda parte en España.

## Sinopsis
Renato Baldi y Albin Mougeotte son una pareja de homosexuales maduros, ambos forman una familia en la que han criado desde niño a Laurent, el hijo biológico de Renato con una amiga. Llevan una vida abiertamente homosexual, Albin trabaja como artista transformista, con el nombre de Zazà Napoli, en el cabaret de ambiente homosexual que ambos regentan y Renato dirige, La Cage aux folles, junto al que tienen su domicilio.
La trama comienza cuando Laurent comunica a Renato que se quiere casar con una chica que ha conocido en la universidad y que desean hacer inmediatamente la petición de mano para que se conozcan las familias. El problema es que la chica pertenece a una familia muy tradicional en la que el padre es diputado de un partido ultraconservador y pide a su padre que finjan ser una familia heterosexual para evitar problemas antes de la boda. Piden a la madre biológica, Simone, que venga para simular un matrimonio tradicional y en principio intentan evitar que Albin participe en el evento, ya que debido a su amaneramiento sería fácilmente identificable como gay. Esto crea un conflicto en la pareja ya que Albin, que se considera "la verdadera madre", se siente apartado y cree que se avergüenzan de él. Finalmente deciden que participe en la reunión con el papel de tío. 
La situación se complica cuando Simone no puede llegar a tiempo y Albin se presenta vestido de ama de casa típica, diciendo que es la madre delante de los futuros suegros. Todos los intentos de ocultación y disimulo generan multitud de situaciones cómicas.
Y todo se lleva al extremo cuando descubierto el engaño, varios periodistas, que habían recibido un soplo de que el diputado conservador se encontraba en un conocido club gay, se apuestan en la puerta y tienen que travestirlo para salir del local sin ser reconocido y evitarle un escándalo.
Finalmente se superan todos los obstáculos y se celebra la boda.

## Reparto
- Ugo Tognazzi - Renato Baldi, padre de Laurent y pareja de Albin.
- Michel Serrault - Albin Mougeotte, pareja de Renato.
- Claire Maurier - Simone Deblon, la madre biológica de Laurent.
- Rémi Laurent - Laurent Baldi, hijo de Renato y Simone.
- Carmen Scarpitta - Louise Charrier, madre de Andrea.
- Benny Luke - Jacob, el criado.
- Michel Galabru - Simon Charrier, padre de Andrea.
- Luisa Maneri - Andrea Charrier, novia de Laurent.

## Comentario
Contiene diálogos llenos de humor y privados de complacencia morbosa. Molinaro demuestra que los "diferentes", con sus humanísimos dramas a pesar del moralismo de los "normales", merecen respeto y tolerancia. Brillante e incisiva la interpretación de Ugo Tognazzi y Michel Serrault.

## Premios y repercusión
La película ganó varios premios: a la mejor película extranjera en los Globos de Oro (1980) y el National Board of Review (1979), y Michel Serrault ganó los premios César al mejor actor (1979) y el David de Donatello al mejor actor extranjero (1979). Además estuvo nominada a tres Óscars: Mejor director, diseño de vestuario y guion adaptado.
La película tuvo un gran éxito de taquilla, por ejemplo fue hasta 1998 la película en habla no inglesa con mayor número de entradas vendidas en Estados Unidos,
Se produjeron dos secuelas: La Cage aux folles 2 en 1980 (de Édouard Molinaro) y La Cage aux folles 3, elles se marient en 1985 (de Georges Lautner). Además en 1996 se hizo un remake americano, The Birdcage (Una jaula de grillos, en España), de Mike Nichols protagonizada Robin Williams, Nathan Lane y Gene Hackman.